# اولخوفکا (شهرستان بلاگووشچنسکی، باشقیرستان)
اولخوفکا (انگلیسی: Olkhovka, Blagoveshchensky District, Republic of Bashkortostan) یک شهرک در شهرستان بلاگووشچنسکی باشقیرستان کشور روسیه است.